# ドンコ
ドンコ（鈍甲、学名: Odontobutis obscura）は、スズキ目（2016年発行のFishes of the World 5th EditionではGobiiformes目）ドンコ科に分類される魚類。

## 分布
愛知県・新潟県以西の本州、四国、九州、大韓民国巨済島。
東京都以東に分布するとされたり利根川水系の栃木県を最北限とする文献・報告例もあるが、古い文献の報告例はカワアナゴ類との誤同定の可能性が示唆され、関東地方には自然分布していないとされる。2001・2002年に相模川水系で採集された個体のミトコンドリアDNAの12S RNA・16S RNAの分子解析では、愛媛県重信川水系の個体とほぼ同一だったとする解析結果が得られている。

## 形態
全長は25cmに達し、日本産の淡水ハゼ類としてはカワアナゴ類に匹敵する大型種である。他のハゼ類に比べて頭部が大きく横幅があり、垂直方向にやや押しつぶされて（縦扁して）いる。口は大きく、唇が厚く、下顎が上顎より前に突き出ていて、上下の顎には細かい歯がある。胴体は円錐形に近く頭部と比べると短い。胸鰭は扇形で大きく発達する。腹鰭は完全に二つに分かれる。
体色は褐色で、第1背鰭・第2背鰭・尾鰭の基底に計3対の黒い斑紋がある。周囲の環境や精神状態などによって、頭部に不規則な斑紋が出現する場合がある。また、繁殖期のオスは全身が黒っぽくなる。

## 分類
本種は、東アジアに広く産するドンコ属Odontobutis (Bleeker, 1874) のタイプ種として設定されている。属名はギリシャ語で「歯を持つノコギリハゼ」、種小名が「薄暗い」の意味である。属名はかつてドンコ属がノコギリハゼと同じカワアナゴ科 Eleotridae（またはハゼ科カワアナゴ亜科 Eleotrinae）に含まれていたことに由来する。
1993年にアイソザイムの分子解析から、朝鮮半島に分布する亜種とされていたセマダラドンコO. interruptaを独立種とする説が提唱された。
1998年に発表されたアロザイムの分子系統解析では山陰・琵琶・伊勢、匹見、東瀬戸、西瀬戸、西九州の5つのグループに分かれることが示唆された。このうち匹見グループは、2002年に独立種イシドンコO. hikimiusとして新種記載された。アロザイムの近隣結合法やミトコンドリアDNAの系統推定では、初期に山陰・琵琶・伊勢グループが分岐し次いでイシドンコ（匹見グループ）が分岐したとする解析結果が得られた。

## 生態

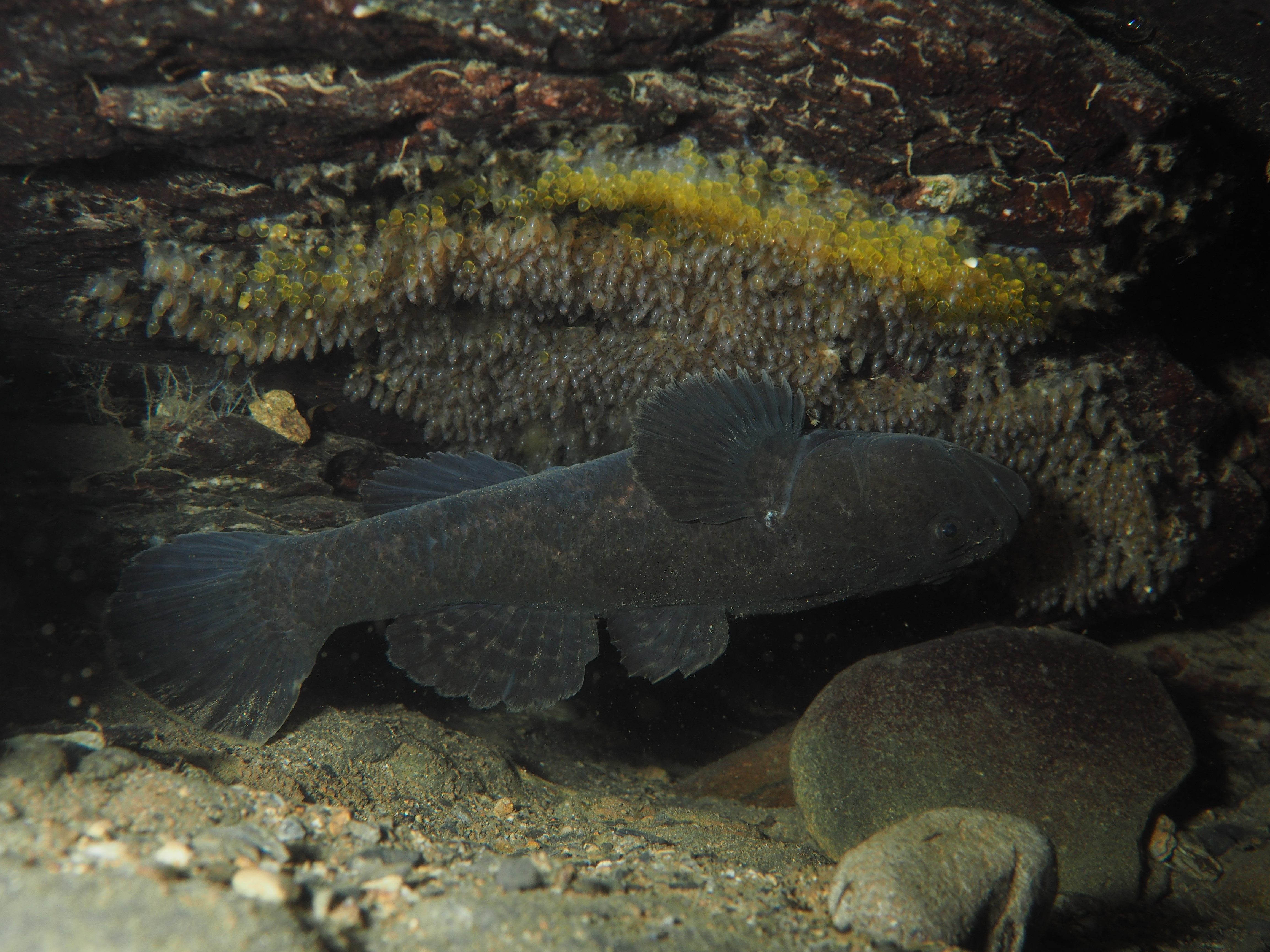
石の下に作られた巣と卵塊を守るドンコのオス

流れが緩やかで底質が砂礫の、河川や湖、池沼、水田、用水路等に生息する。一生を淡水域で過ごす純淡水魚である。群れを作らず単独で生活し、縄張りを形成する。夜行性で、昼間は岩石、流木、水草の下等の物陰に潜む。
非常に貪欲で、口に入りさえすれば自分と同じ大きさの動物にも襲いかかる。ただし動かないものには反応しない。しかし、飼育下では、人工飼料に餌付かせることも容易である。
同じ水域に住むカワヨシノボリの様に胸鰭で石に張り付くことはできない。
繁殖期は4-7月で、オスが石や流木の下を掘って巣を作り、メスを誘って産卵させる。メスは巣の天井に紡錘型の卵を産む。オスは卵が孵化するまで保護し、胸鰭で水を扇いで卵に酸素を供給する。なお、これらの一連の行動時にはオスがグーグーと「鳴く」行動が観察される。ムギツクに、托卵の対象とされることもある。飼育下の観察からムギツクは大型の産卵巣に好んで托卵する傾向があり、一方で本種はより狭い環境で産卵することを好む傾向があるという報告例もある。これは本種が狭い環境で産卵することで、ムギツクを含めた他種から卵を守るためと推定されている。
孵化した子供は既に親とほぼ同じ体型になっており、他のハゼ類の稚魚のような浮遊生活を経ずに底生生活に入る。日本産ハゼ類のうち、陸封された個体群など特殊なケースを除いて、川と海を回遊しない純淡水性の種は本種、同属のイシドンコ、およびカワヨシノボリの3種のみである。
イシドンコとドンコが重複して分布する河川では、前者がより上流部に棲息し、棲み分けによる共存がなされている。

## 人間との関係
日本の各地方には、コジキマラ（滋賀県）、ドロボウメ、ドカン（近畿地方）、ウシヌスト（和歌山県）、ウシンコ（ウシンコツ）（岡山県）、ごっぱつ(広島県)、ゴオン（高知県）、クロドンボ（筑後川流域）、ドンポ（長崎県・混称）、ガマドンポ（長崎県）ゴモ、ドンカッチョ（熊本県）、アナゴモ（鹿児島）などの名がある。鹿児島方言の呼称「ゴモ」は、大きな口・突出した目・褐色の体色がゴモ＝ガマ（ヒキガエル）に似ることに由来するという説がある。
開発による生息地の破壊に伴い生息数は減少している。本種自体は水の汚染や消波ブロック、堰などの設置にもある程度の耐性があるが、餌となる小動物の減少は打撃となる。また純淡水性で一生の行動範囲が狭く、他のハゼ類のように海から遡上するということもないため、環境の激変は地域個体群に大きな影響を与える。
一般的ではないが食用とされることもある。調理方法としては唐揚げ、塩焼き等があり、肉は白身で美味とされる。ただし内部寄生虫を保持する可能性があり、生食は薦められない。なお主に北日本で食される「ドンコ料理」や「どんこ鍋」は、ドンコという地方名をもつ全く別の海産種のチゴダラやエゾイソアイナメを用いた料理である。
また、カジカ、カワアナゴ等もドンコの別名がある。
ペットとして飼育されることもある。縄張りを作り同種間で激しく争うこと、自分より小さい動物は何でも貪欲に捕食することなどの理由から基本的に単独飼育が望ましい。また、酸欠や極端な低pH環境には弱い面がある。しかし飼育自体は比較的容易で、人に対しては手から餌を食べるようになるほどよく慣れる。飼育当初は活きた小魚やエビを与えるのが良いが、すぐに乾燥オキアミや魚の切り身などに餌付く。飼育下では砂礫底に浅く潜る行動や、人の指に噛みつく行動も観察される。完全な淡水魚なので飼育下での繁殖例も比較的多い。ハゼ亜目の魚類としては寿命が長く、10年以上の飼育例もある。本来の生息地ではない地域でも販売されている。飼育魚の放流は、食害、病気の伝播等、自然環境の破壊要因となる。
釣り餌としてはイソメ類や生きエビなど。ルアーでも釣れる。